# Liste des clochers-murs de la Dordogne
Cet article recense les édifices religieux de la Dordogne, en France, munis d'un clocher-mur.

## Liste
| Édifice                                                         | Commune                             | Notes                      | Coordonnées                      | Photo |
| --------------------------------------------------------------- | ----------------------------------- | -------------------------- | -------------------------------- | ----- |
| Église Saint-Martin d'Ajat                                      | Ajat                                | Inscrit MH (1925)          | 45° 09′ 22″ nord, 1° 00′ 57″ est |       |
| Église Sainte-Croix d'Allas-les-Mines                           | Allas-les-Mines                     | Inscrit MH (1984)          | 44° 50′ 00″ nord, 1° 04′ 27″ est |       |
| Chapelle Saint-Mandé de Beaulieu                                | Annesse-et-Beaulieu                 |                            | 45° 11′ 37″ nord, 0° 36′ 41″ est |       |
| Église Notre-Dame-de-l'Assomption d'Azerat                      | Azerat                              |                            | 45° 09′ 00″ nord, 1° 07′ 26″ est |       |
| Église Saint-Vincent de Badefols-sur-Dordogne                   | Badefols-sur-Dordogne               |                            | 44° 50′ 37″ nord, 0° 47′ 30″ est |       |
| Église Saint-Étienne de Baneuil                                 | Baneuil                             | Inscrit MH (1948)          | 44° 51′ 10″ nord, 0° 41′ 25″ est |       |
| Église Saint-Blaise de Bardou                                   | Bardou                              |                            | 44° 44′ 14″ nord, 0° 41′ 05″ est |       |
| Église Saint-Pierre-ès-Liens de Bars                            | Bars                                |                            | 45° 06′ 00″ nord, 1° 03′ 47″ est |       |
| Église de l'Invention-de-Saint-Étienne de Bassillac             | Bassillac                           |                            | 45° 11′ 28″ nord, 0° 48′ 50″ est |       |
| Église Saint-Antoine de Beauregard-de-Terrasson                 | Beauregard-de-Terrasson             |                            | 45° 08′ 52″ nord, 1° 14′ 03″ est |       |
| Église Notre-Dame de Bassac                                     | Beauregard-et-Bassac                |                            | 44° 59′ 39″ nord, 0° 37′ 38″ est |       |
| Église Saint-Martial de Cazenac                                 | Beynac-et-Cazenac                   | Inscrit MH (1948)          | 44° 51′ 35″ nord, 1° 07′ 27″ est |       |
| Église Saint-Martin de Beleymas                                 | Beleymas                            |                            | 44° 59′ 37″ nord, 0° 30′ 23″ est |       |
| Église Notre-Dame-du-Bourg de Biron                             | Biron                               |                            |                                  |       |
| Église Saint-Valéry de Boisseuilh                               | Boisseuilh                          |                            | 45° 17′ 16″ nord, 1° 10′ 42″ est |       |
| Église Saint-Pierre-ès-Liens de Bouillac                        | Bouillac                            |                            | 44° 45′ 36″ nord, 0° 55′ 08″ est |       |
| Église Saint-Eutrope de Fayrac                                  | Castelnaud-la-Chapelle              |                            | 44° 49′ 54″ nord, 1° 08′ 39″ est |       |
| Église Notre-Dame-de-l'Assomption d'Aillac                      | Carsac-Aillac                       | Inscrit MH (1970)          | 44° 50′ 33″ nord, 1° 18′ 05″ est |       |
| Prieuré Notre-Dame de Puymartin                                 | La Chapelle-Faucher                 | Ruines ; Inscrit MH (1948) | 45° 22′ 51″ nord, 0° 46′ 38″ est |       |
| Église Saint-Pierre de La Chapelle-Montmoreau                   | La Chapelle-Montmoreau              |                            | 45° 26′ 54″ nord, 0° 38′ 34″ est |       |
| Église Saint-Jean-Baptiste du Change                            | Le Change                           |                            | 45° 11′ 40″ nord, 0° 53′ 34″ est |       |
| Église Saint-Sulpice de Chourgnac                               | Chourgnac                           |                            | 45° 14′ 12″ nord, 1° 03′ 36″ est |       |
| Église Sainte-Radegonde de Cladech                              | Cladech                             |                            | 44° 48′ 53″ nord, 1° 04′ 17″ est |       |
| Église Saint-Pierre-et-Saint-Paul de Colombier                  | Colombier                           | Inscrit MH (1948)          | 44° 46′ 30″ nord, 0° 31′ 34″ est |       |
| Église Saint-Raphaël de Coly                                    | Coly                                |                            | 45° 05′ 07″ nord, 1° 16′ 04″ est |       |
| Église Saint-Laurent-et-Saint-Martin de Conne-de-Labarde        | Conne-de-Labarde                    | Inscrit MH (2013)          | 44° 46′ 48″ nord, 0° 33′ 16″ est |       |
| Église Saint-Martin de Connezac                                 | Connezac                            | Inscrit MH (1946)          | 45° 30′ 17″ nord, 0° 31′ 29″ est |       |
| Église Saint-Antoine de Coubjours                               | Coubjours                           | Inscrit MH (1974)          | 45° 14′ 50″ nord, 1° 15′ 26″ est |       |
| Chapelle Saint-Front de Colubry                                 | Couze-et-Saint-Front                | Inscrit MH (2015)          | 44° 49′ 59″ nord, 0° 44′ 24″ est |       |
| Église Saint-Jean de Bigaroque                                  | Coux et Bigaroque-Mouzens           |                            | 44° 51′ 20″ nord, 0° 55′ 22″ est |       |
| Église Saint-Pardoux de Creyssensac                             | Creyssensac-et-Pissot               |                            | 45° 04′ 57″ nord, 0° 39′ 40″ est |       |
| Église Notre-Dame-de-l'Assomption de Domme                      | Domme                               |                            | 44° 48′ 12″ nord, 1° 12′ 53″ est |       |
| Église Saint-Front de Douville                                  | Douville                            |                            | 44° 59′ 56″ nord, 0° 35′ 11″ est |       |
| Chapelle Saint-Mamet de Douville                                | Douville                            |                            | 44° 59′ 03″ nord, 0° 35′ 51″ est |       |
| Église Notre-Dame de La Dornac                                  | La Dornac                           | Inscrit MH (1949)          | 45° 04′ 56″ nord, 1° 21′ 34″ est |       |
| Église Notre-Dame-de-la-Nativité d'Église-Neuve-d'Issac         | Église-Neuve-d'Issac                |                            | 44° 58′ 55″ nord, 0° 25′ 38″ est |       |
| Église Saint-Joseph d'Escoire                                   | Escoire                             |                            | 45° 12′ 36″ nord, 0° 51′ 01″ est |       |
| Église Notre-Dame-des-Victoires de Gardedeuil                   | Eygurande-et-Gardedeuil             |                            | 45° 05′ 18″ nord, 0° 07′ 25″ est |       |
| Église de la Décollation-de-Saint-Jean-Baptiste de Fanlac       | Fanlac                              | Inscrit MH (1970)          | 45° 03′ 55″ nord, 1° 05′ 47″ est |       |
| Église Notre-Dame-de-la-Nativité de La Feuillade                | La Feuillade                        |                            | 45° 06′ 50″ nord, 1° 24′ 08″ est |       |
| Église Saint-Jean-Baptiste de Fonroque                          | Fonroque                            |                            | 44° 42′ 06″ nord, 0° 25′ 08″ est |       |
| Église Saint-Astier de Fossemagne                               | Fossemagne                          |                            | 45° 07′ 36″ nord, 0° 59′ 10″ est |       |
| Église Saint-Martin de Granges-d'Ans                            | Granges-d'Ans                       |                            | 45° 12′ 41″ nord, 1° 07′ 07″ est |       |
| Église Notre-Dame-de-l'Assomption de Lamonzie                   | Lamonzie-Saint-Martin               |                            | 44° 50′ 55″ nord, 0° 23′ 27″ est |       |
| Église Saint-Laurent de Bersac                                  | Le Lardin-Saint-Lazare              |                            | 45° 08′ 02″ nord, 1° 13′ 23″ est |       |
| Église Saint-Lazare de Saint-Lazare                             | Le Lardin-Saint-Lazare              |                            | 45° 08′ 09″ nord, 1° 14′ 37″ est |       |
| Église Notre-Dame de Laveyssière                                | Laveyssière                         |                            | 44° 56′ 28″ nord, 0° 26′ 29″ est |       |
| Église Notre-Dame de Lempzours                                  | Lempzours                           | Classé MH (1938)           | 45° 21′ 38″ nord, 0° 49′ 05″ est |       |
| Église Saint-Jean de Nontronneau                                | Lussas-et-Nontronneau               |                            | 45° 31′ 53″ nord, 0° 36′ 23″ est |       |
| Église Saint-Pierre-ès-Liens de Manaurie                        | Manaurie                            |                            | 44° 57′ 37″ nord, 0° 59′ 36″ est |       |
| Église Saint-Loup de Marsalès                                   | Marsalès                            | Inscrit MH (1974)          | 44° 41′ 52″ nord, 0° 53′ 02″ est |       |
| Église Saint-Roch de Mauzac                                     | Mauzac-et-Grand-Castang             |                            | 44° 51′ 53″ nord, 0° 47′ 50″ est |       |
| Église Saint-Martin de Mauzens                                  | Mauzens-et-Miremont                 |                            | 44° 59′ 38″ nord, 0° 55′ 06″ est |       |
| Église Saint-Saturnin de Mayac                                  | Mayac                               | Inscrit MH (2008)          | 45° 16′ 53″ nord, 0° 56′ 22″ est |       |
| Église Saint-Fiacre de Chantegéline                             | Mensignac                           |                            | 45° 12′ 45″ nord, 0° 31′ 03″ est |       |
| Église Saint-Jean-Baptiste de Monplaisant                       | Monplaisant                         |                            | 44° 47′ 22″ nord, 0° 59′ 47″ est |       |
| Église Saint-Marc de Montagnac-d'Auberoche                      | Montagnac-d'Auberoche               | Inscrit MH (1981)          | 45° 11′ 14″ nord, 0° 57′ 21″ est |       |
| Chapelle Saint-Joseph de Moulin-Neuf                            | Moulin-Neuf                         |                            | 45° 00′ 40″ nord, 0° 03′ 08″ est |       |
| Église Saint-Étienne de Nailhac                                 | Nailhac                             |                            | 45° 13′ 36″ nord, 1° 09′ 12″ est |       |
| Église Saint-Vivien de Paussac-et-Saint-Vivien                  | Paussac-et-Saint-Vivien             |                            | 45° 19′ 18″ nord, 0° 31′ 32″ est |       |
| Église Saint-Robert du Moustier                                 | Peyzac-le-Moustier                  | Inscrit MH (1926)          | 44° 59′ 38″ nord, 1° 03′ 35″ est |       |
| Église Saint-Jean de Falgueyrat                                 | Plaisance                           |                            | 44° 40′ 44″ nord, 0° 32′ 12″ est |       |
| Église Saint-Pierre-ès-Liens de Mandacou                        | Plaisance                           |                            | 44° 42′ 41″ nord, 0° 33′ 01″ est |       |
| Église Saint-Martin de Plazac                                   | Plazac                              |                            | 45° 02′ 08″ nord, 1° 02′ 25″ est |       |
| Église Notre-Dame-de-la-Nativité de Pressignac-Vicq             | Pressignac-Vicq                     | Inscrit MH (1948)          | 44° 53′ 43″ nord, 0° 43′ 17″ est |       |
| Église Notre-Dame-de-la-Purification de Preyssac-d'Excideuil    | Preyssac-d'Excideuil                | Inscrit MH (1948)          | 45° 20′ 15″ nord, 1° 06′ 10″ est |       |
| Église Notre-Dame-de-l'Assomption de Razac-d'Eymet              | Razac-d'Eymet                       |                            | 44° 41′ 34″ nord, 0° 27′ 30″ est |       |
| Église Saint-Saturnin de Saint-Cernin-de-Reillac                | Rouffignac-Saint-Cernin-de-Reilhac  |                            | 44° 38′ 51″ nord, 0° 51′ 39″ est |       |
| Église Saint-Jean de Rudeau                                     | Rudeau-Ladosse                      |                            | 45° 28′ 51″ nord, 0° 33′ 00″ est |       |
| Église Saint-Aignan de Saint-Agne                               | Saint-Agne                          |                            | 44° 50′ 12″ nord, 0° 38′ 03″ est |       |
| Église Saint-André d'Allas                                      | Saint-André-d'Allas                 | Inscrit MH (1926)          | 44° 53′ 09″ nord, 1° 10′ 01″ est |       |
| Église Saint-Barthélemy d'Allas                                 | Saint-André-d'Allas                 | Inscrit MH (1926)          | 44° 54′ 16″ nord, 1° 07′ 17″ est |       |
| Église Saint-Avit de Saint-Avit-Rivière                         | Saint-Avit-Rivière                  | Inscrit MH (1970)          | 44° 45′ 08″ nord, 0° 53′ 00″ est |       |
| Église Saint-Capraise de Saint-Capraise-de-Lalinde              | Saint-Capraise-de-Lalinde           |                            | 44° 50′ 31″ nord, 0° 39′ 14″ est |       |
| Église Saint-Crépin de Saint-Crépin-d'Auberoche                 | Saint-Crépin-d'Auberoche            |                            | 45° 07′ 29″ nord, 0° 53′ 26″ est |       |
| Église Saint-Marc de Saint-Cybranet                             | Saint-Cybranet                      |                            | 44° 47′ 18″ nord, 1° 10′ 13″ est |       |
| Église Saint-Jean de Mortemart                                  | Saint-Félix-de-Reillac-et-Mortemart | Inscrit MH (1984)          | 45° 00′ 22″ nord, 0° 52′ 51″ est |       |
| Église Saint-Front de Saint-Front-la-Rivière                    | Saint-Front-la-Rivière              |                            | 45° 28′ 22″ nord, 0° 43′ 33″ est |       |
| Église Saint-Julien de Saint-Julien-de-Crempse                  | Saint-Julien-de-Crempse             |                            | 44° 57′ 08″ nord, 0° 31′ 29″ est |       |
| Église Saint-Julien de Saint-Julien-d'Eymet                     | Saint-Julien-d'Eymet                |                            | 44° 43′ 25″ nord, 0° 26′ 25″ est |       |
| Église Saint-Just-et-Saint-Jacques de Saint-Just                | Saint-Just                          | Inscrit MH (1926)          | 45° 20′ 07″ nord, 0° 30′ 27″ est |       |
| Église Saint-Louis de Saint-Louis-en-l'Isle                     | Saint-Louis-en-l'Isle               |                            | 45° 03′ 38″ nord, 0° 23′ 29″ est |       |
| Église Saint-Marcel de Saint-Marcel-du-Périgord                 | Saint-Marcel-du-Périgord            |                            | 44° 54′ 57″ nord, 0° 42′ 42″ est |       |
| Église Saint-Martial de Saint-Martial-de-Valette                | Saint-Martial-de-Valette            | Inscrit MH (1942)          | 45° 31′ 04″ nord, 0° 38′ 57″ est |       |
| Chapelle Saint-Loup de Gandumas                                 | Saint-Médard-d'Excideuil            |                            | 45° 22′ 18″ nord, 1° 04′ 56″ est |       |
| Église Saint-Maximin de Saint-Mesmin                            | Saint-Mesmin                        |                            | 45° 21′ 10″ nord, 1° 12′ 18″ est |       |
| Église Saint-Jean-Baptiste de Saint-Nexans                      | Saint-Nexans                        | Inscrit MH (1963)          | 44° 48′ 15″ nord, 0° 32′ 53″ est |       |
| Église Saint-Pardoux de Saint-Pardoux-d'Ans                     | Saint-Pantaly-d'Ans                 |                            | 45° 13′ 47″ nord, 0° 59′ 49″ est |       |
| Église Saint-Pardoux de Saint-Perdoux                           | Saint-Perdoux                       |                            | 44° 44′ 29″ nord, 0° 32′ 28″ est |       |
| Église de la Transfiguration-de-Notre-Seigneur de Saint-Sauveur | Saint-Sauveur                       |                            | 44° 52′ 07″ nord, 0° 35′ 12″ est |       |
| Église Saint-Séverin de Saint-Séverin-d'Estissac                | Saint-Séverin-d'Estissac            |                            | 45° 03′ 00″ nord, 0° 28′ 38″ est |       |
| Église Saint-Barthélemy de Sainte-Eulalie-d'Eymet               | Sainte-Eulalie-d'Eymet              |                            | 44° 42′ 00″ nord, 0° 21′ 57″ est |       |
| Église Saint-Martial de Sainte-Nathalène                        | Sainte-Nathalène                    |                            | 44° 54′ 12″ nord, 1° 17′ 16″ est |       |
| Église Saint-Ours de Sainte-Orse                                | Sainte-Orse                         | Inscrit MH (1970)          | 45° 12′ 14″ nord, 1° 04′ 31″ est |       |
| Église Saint-Trojan de Sainte-Trie                              | Sainte-Trie                         |                            | 45° 18′ 02″ nord, 1° 12′ 00″ est |       |
| Église Saint-Martin de Salagnac                                 | Salagnac                            |                            | 45° 18′ 40″ nord, 1° 11′ 50″ est |       |
| Église Saint-Rémy d'Eyvigues                                    | Salignac-Eyvigues                   |                            | 44° 56′ 09″ nord, 1° 21′ 47″ est |       |
| Chapelle Saint-Christophe de Savignac-les-Églises               | Savignac-les-Églises                |                            | 45° 16′ 29″ nord, 0° 54′ 51″ est |       |
| Église Saint-Symphorien de Sencenac                             | Sencenac-Puy-de-Fourches            |                            | 45° 18′ 37″ nord, 0° 41′ 52″ est |       |
| Chapelle Saint-Pierre de Montguyard                             | Serres-et-Montguyard                |                            |                                  |       |
| Église Saint-Sour de Terrasson de Terrasson-Lavilledieu         | Terrasson-Lavilledieu               | Inscrit MH (2001)          | 45° 07′ 37″ nord, 1° 18′ 20″ est |       |
| Église Notre-Dame-de-l'Assomption de Lavilledieu                | Terrasson-Lavilledieu               |                            | 45° 08′ 12″ nord, 1° 16′ 26″ est |       |
| Église de Pierrefiche de Thiviers                               | Thiviers                            |                            | 45° 27′ 36″ nord, 0° 54′ 44″ est |       |
| Église Saint-Pierre-ès-Liens de Thonac                          | Thonac                              |                            | 45° 01′ 18″ nord, 1° 06′ 59″ est |       |
| Église Saint-Hilaire de Trémolat                                | Trémolat                            | Inscrit MH (2010)          | 44° 52′ 29″ nord, 0° 49′ 43″ est |       |
| Église Notre-Dame-de-l'Assomption de Vallereuil                 | Vallereuil                          |                            | 45° 04′ 20″ nord, 0° 30′ 07″ est |       |
| Église Saint-Avit de Varennes                                   | Varennes                            |                            | 44° 49′ 50″ nord, 0° 40′ 26″ est |       |